# Emma Colao
Emma Colao Corujo (Agüimes, 1995) es una jurista, política y activista por la justicia social, los derechos sociales, la situación de la dependencia en Canarias y los derechos del colectivo LGBT. Fue candidata de la coalición política Reunir Canarias Sostenible en 2023, convirtiéndose en la primera candidata trans en presentarse a las elecciones regionales de Canarias.

## Carrera
Emma Colao es graduada en Derecho.
A lo largo de su carrera Emma ha trabajado como asesora legal en al menos 180 entidades sociales de Canarias, se ha especializado como formadora de la Policía Nacional, la Guardia Civil y policías locales en materia de delitos de odio. Es experta en Derechos Sociales, Servicios Sociales, dependencia y políticas públicas. 
En 2017 crea la primera plataforma por la defensa de las infraestructuras educativas de Canarias, denunciando así las deficiencias sobre el mantenimiento de los centros escolares del archipiélago. 
En 2019 es elegida representante de las plataformas educativas en el primer consejo de participación ciudadana de Canarias, conformado en el municipio de Ingenio. 
Ese mismo año funda la primera asociación feminista Lgtbi+  (EQUAL LGTBI+) del sureste y sur de la isla de Gran Canaria, haciendo pública su identidad de género.
Desde entonces, continuó en la defensa de las personas en situaciones de vulnerabilidad económica denunciando el estado de las políticas públicas de servicios sociales de Canarias. 
Participa en la redacción de la Ley de Igualdad Social y no discriminación por identidad de género, expresión de género y características sexuales de Canarias. 
En 2020 se integra en la federación de entidades colaboradoras de servicios sociales (Coordinadora de Acción Social de Canarias) de la que se convertiría en secretaria y portavoz hasta su elección como presidenta en el año 2021. 
Durante su ejercicio como presidenta de la federación, conforma en 2022 la primera Plataforma de Defensa por los Derechos Sociales de Canarias, unificando por primera vez en la historia de Canarias a los Colegios Profesionales de Trabajo Social, Colegios Profesionales de Psicología y Colegio Profesional de Educación Social de Canarias junto al Tercer Sector de Acción Social de Canarias. 
Como portavoz de la plataforma reivindicó y denunció la situación de los derechos sociales de Canarias y los defectos de la Cartera de Prestaciones y Servicios del Sistema Público de Servicios Sociales de Canarias. 
A finales de 2022, destapa el “Fraude de la Dependencia en Canarias” mediante un informe que relataba recortes encubierto sobre las prestaciones de las cuidadoras familiares y las personas en situación de dependencia de Canarias. 
Fue convocada hasta en cuatro ocasiones a Comisiones Parlamentarias en relación con los Derechos Sociales de Canarias y reconocida como la “adalid de los Derechos Sociales”.   
En 2023 se presentó como candidata electoral a las elecciones autonómicas de Canarias del 28M por la coalición Reunir Canarias Sostenible, siendo la primera persona trans en España en alcanzar este logro.
A través de charlas, intervenciones y su propio activismo ha denunciado la enorme situación de precariedad laboral, económica y psicosocial a la que se enfrentan las personas trans en España, así como la hipocresía de los organismos públicos en cuanto a las luchas LGBT e incluso cómo algunas empresas han querido contratar personas trans para así solicitar certificados de discapacidad, identificando así a las personas trans como discapacitadas.
Actualmente se desempeña como Directora del Observatorio de Derechos Sociales de Canarias y Gerente de la entidad referente de Canarias en atención y defensa de las personas en situación de dependencia, ACUFADE.